# ロヤ・ジルガ

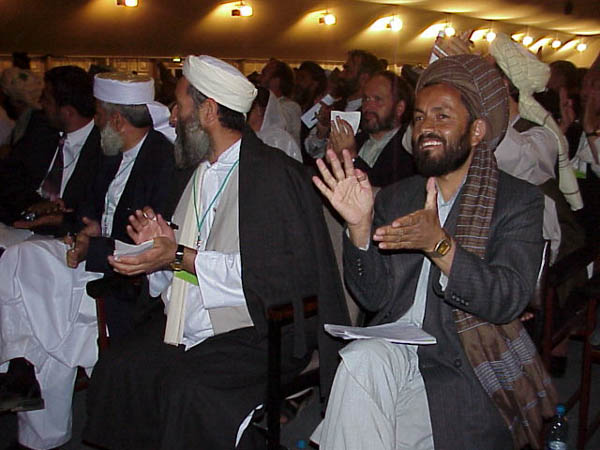
ロヤ・ジルガ（2002年5月13日）

ロヤ・ジルガ（パシュトー語: لويه جرګه,loya jirga）は、パシュトー語で大会議を意味する。何世紀もの間、ロヤ・ジルガは、アフガニスタンにおいて、新国王を選出し、憲法を採択し、その他の重要な政治問題を解決するために召集された。伝統により、ロヤ・ジルガには、部族長と長老が参加し、現地会議（シューラー）が首都カーブルに派遣された。そもそもロヤ・ジルガはアフガニスタンに憲法や議会制度が成立する前から存在してきた合議機関であり、国の政体が近代憲法によって規定されるようになった後も、国家運営上の最高機関として重視され続けてきた古い伝統を持つ。
女性は、1964年と1977年に、ロヤ・ジルガに参加した。1977年、女性は、代議員の15％を構成した。
2004年施行の現行アフガニスタン憲法では、ロヤ・ジルガは二院制の国民議会(国会に相当)より更に上位の機関として位置づけられ、国家主権、安全保障、憲法改正、反乱の鎮圧、甚大な自然災害への対処など、国家の最重要事項に関する最終的な意思決定機関となっている。憲法は、ロヤ・ジルガに関して必要に応じて召集される非常設機関であり、その構成員は国政に直接参画する国民議会議員のほか、地方代表として州議会議長、郡議会議長も加わると定めている。閣僚と最高裁判所長官及び最高裁判所裁判官は、ロヤ・ジルガに参加し発言できるが、投票権はない。